# Mahmúd Mírán
Sajíd Mahmúdrezá Mírán Fašándí (* 25. února 1974 Teherán, Írán) je bývalý íránský zápasník–judista a kurašista.

## Sportovní kariéra
K judu se dostal v devadesátých letech přes příbuzný vestový zápasnický styl kuraš. Technickou přípravu podstupoval v Nizozemsku pod vedením Chrise De Korta v rámci grantu Mezinárodního olympijského výboru. V íránské reprezentaci vedené Mohammadrezou Hádžjúsefzadem se pohyboval od roku 1993. V roce 1996 na olympijských hrách v Atlantě nestartoval. V roce 2000 na olympijských hrách v Sydney vypadl v úvodním kole s Němcem Frankem Möllerem. V roce 2004 postoupil na olympijských hrách v Athénách do semifinále, kde nestačil na Tamerlana Tmenova z Ruska. V boji o třetí místo s Nizozemcem Dennisem van der Geestem se nechal chytit do osae-komi (držení) a obsadil páté místo. Od roku 2005 přepustil pozici reprezentační jedničky v těžké váze mladšímu Mohammadu Rúdakímu. Sportovní kariéru ukončil v roce 2009. Věnuje se funkcionářské práci.

## Výsledky

### Váhové kategorie
| Turnaj            | 1993       | 1994       | 1995       | 1996       | 1997       | 1998       | 1999       | 2000       | 2001       | 2002       | 2003       | 2004       | 2005       | 2006       | 2007       | 2008       |
| Turnaj            | 19         | 20         | 21         | 22         | 23         | 24         | 25         | 26         | 27         | 28         | 29         | 30         | 31         | 32         | 33         | 34         |
| Turnaj            | těžká váha | těžká váha | těžká váha | těžká váha | těžká váha | těžká váha | těžká váha | těžká váha | těžká váha | těžká váha | těžká váha | těžká váha | těžká váha | těžká váha | těžká váha | těžká váha |
| ----------------- | ---------- | ---------- | ---------- | ---------- | ---------- | ---------- | ---------- | ---------- | ---------- | ---------- | ---------- | ---------- | ---------- | ---------- | ---------- | ---------- |
| Olympijské hry    |            |            |            | —          |            |            |            | úč.        |            |            |            | 5.         |            |            |            | —          |
| Mistrovství světa | —          |            | úč.        |            | 5.         |            | úč.        |            | 3.         |            | úč.        |            | —          |            | —          |            |
| Asijské hry       |            | 2.         |            |            |            | 2.         |            |            |            | 2.         |            |            |            | —          |            |            |
| Mistrovství Asie  | 3.         |            | —          | 3.         | —          |            | 3.         | 3.         | —          |            | —          | —          | —          |            | —          | —          |

### Bez rozdílu vah
| Turnaj            | 1993 | 1994 | 1995 | 1996 | 1997 | 1998 | 1999 | 2000 | 2001 | 2002 | 2003 | 2004 | 2005 | 2006 | 2007 | 2008 |
| Turnaj            | 19   | 20   | 21   | 22   | 23   | 24   | 25   | 26   | 27   | 28   | 29   | 30   | 31   | 32   | 33   | 34   |
| ----------------- | ---- | ---- | ---- | ---- | ---- | ---- | ---- | ---- | ---- | ---- | ---- | ---- | ---- | ---- | ---- | ---- |
| Mistrovství světa | —    |      | —    |      | —    |      | —    |      | —    |      | —    |      | úč.  |      | úč.  |      |
| Asijské hry       |      | ?    |      |      |      |      |      |      |      | 3.   |      |      |      | 2.   |      |      |
| Mistrovství Asie  | 3.   |      | —    | 1.   | —    |      | —    | 2.   | —    |      | 3.   | —    | 3.   |      | 2.   | 2.   |